# Lipník nad Bečvou
Lipník nad Bečvou település Csehországban, Přerovi járásban. Lipník nad Bečvou Dolní Újezd, Jezernice, Bohuslávky, Týn nad Bečvou, Veselíčko, Milenov, Osek nad Bečvou, Hranice és Hlinsko településekkel határos. Lakosainak száma 7961 fő (2024. január 1.).

## Népesség
A település lakosságának változását az alábbi diagram mutatja:
| Lakosok száma | 7096 | 7868 | 7549 | 8300 | 7949 | 7969 | 8179 | 8024 | 7710 | 7961 |
|               | 1869 | 1900 | 1921 | 1961 | 1980 | 2011 | 2016 | 2019 | 2021 | 2024 |